# Helina mandschurica
Helina mandschurica este o specie de muște din genul Helina, familia Muscidae, descrisă de Willi Hennig în anul 1957. Conform Catalogue of Life specia Helina mandschurica nu are subspecii cunoscute.